# Janis Rozentāls
Janis Rozentāls (18. března 1866 Saldus – 26. prosince 1916 Helsinky) byl lotyšský malíř. V historii lotyšského umění je považován za jednu z nejvýznamnějších osobností přelomu století. Tematicky i umělecky je považován za nejvšestrannějšího umělce té doby.

## Životopis
Janis Rozentāls se narodil 18. března 1866 v rodině Miķelise Rozentālse a jeho manželky Lavīze. Po ukončení Salduské Krauzeho školy nastoupil na okresní školu v Kuldīze, ale po roce a půl byl kvůli nedostatku finančních prostředků nucen ukončit studium a v roce 1880 odešel za výdělkem do Rigy. Pracoval v obchodě s oblečením, v bufetu a nakonec u malíře J. Celēvičse, kde se učil malířem. V roce 1888 získal stříbrnou medaili na výstavě školních prací na Petrohradské akademii umění.
29. července 1888 začal J. Rozentāls navštěvovat malířský institut Petrohradské akademie umění jako posluchač, v roce 1894 již rozšířil řady absolventů. Realismus ruského umění tvořil základy jeho umění, v jeho centru však stál život lotyšského lidu, lotyšská příroda, mytologické a historické motivy. Jeho diplomová práce (1894) byla první diplomovou prací v akademii s národním tématem; Na jednom ze setkání umělecké skupiny „Rūķis“ se Rozentāls rozhodl namalovat své rodné místo. Za svou práci byl jmenován umělcem prvního stupně a několik let žil v Petrohradě.
V roce 1900 se Rozentāls vrátil do Lotyšska, nejprve do Saldus, od roku 1901 žil v Rize, kde se v roce 1902 setkal se zpěvačkou Ellie Forsel, se kterou se v následujícím roce v Helsinkách oženil. V letech 1906–⁠1913 pracoval Rozentāls jako odborný asistent na umělecké škole Venjaminse Blūmse. Rozentālsovy samostatné výstavy se konaly v roce 1910 v Jelgavě, v letech 1910, 1912 a 1913/1914 v Rize.
Po začátku první světové války a přiblížení německé armády do Rigy se Rozentāls v roce 1915 přestěhoval se svou rodinou do Helsinek. V roce 1916 vážně onemocněl a 26. prosince 1916 zemřel na ostrově Brenda v Helsinkách. V roce 1920 byl Rozentālsův popel z Helsinek převezen do Rigy.

## Charakteristika Rozentālsovy tvorby
Rozentāls byl jedním z prvních, kdo s velkou přesností a přímo zobrazoval život lidí na konci 19. století. Portrét hrál v malířově tvorbě důležitou roli, kromě portrétů také maloval každodenní žánrové scény, symbolické a fantastické kompozice s mytologickými, biblickými nebo lotyšskými folklorními motivy, krajinami, oltářními obrazy.
V 90. letech 19. století v Rozentālsově tvorbě dominovalo líčení každodenního života lidu („Na verandě“, „Prádelna“ atd.). Díla tohoto žánru mají podobnost s vyobrazením Blaumanisova venkovského života, což částečně vysvětluje přátelství mezi nimi. Rozentāls také maloval akvarely na každodenní témata („Trh“, „Hospoda“ atd.); přímé pozorování života zde je kombinováno s jeho ironickou kritikou. V Rozentālsově tvorbě je velký podíl krajinek. Rozentāls namaloval rovněž mnoho portrétů, včetně portrétů mnoha významných současníků (například Vilhelmse Purvītise nebo Rūdolfse Blaumanise). Portréty a obrazy z každodenního života byly často namalovány pomocí fotografií, například fotografií Jānise Krēsliņše.
Významné místo v Rozentālsově tvorbě zaujímá secese a symbolika. Dílo „Princezna s opicí“ (1913) je považováno za zvláště významný příklad secese v Rozentālsově umění.